# 罗尔夫·丹内贝格
罗尔夫·丹内贝格（德語：Rolf Danneberg，1953年3月1日—），德国男子田径运动员。他曾代表西德参加1984年和1988年夏季奥林匹克运动会田径比赛，获得一枚金牌和一枚铜牌。